# Sede Mosze
Sede Mosze (hebr. שדה משה) – moszaw położony w samorządzie regionu Lachisz, w Dystrykcie Południowym, w Izraelu.
Leży na pograniczu północno-zachodniej części pustyni Negew i Szefeli, w otoczeniu miasta Kirjat Gat, kibuców Gat, Galon i Bet Guwrin, oraz moszawu Lachisz.

## Historia
Pierwotnie znajdowała się tutaj arabska wioska Iraq al-Manshija (arab. عراق المنشية).
Podczas wojny o niepodległość w maju 1948 na terytorium byłego Mandatu Palestyny wkroczyły wojska egipskie. Kolumna egipskich wojsk zmechanizowanych została zatrzymana przez Izraelczyków w pobliżu miasta Aszdod, po czym wycofała się ona w kierunku Negewu i zatrzymała się w rejonie wiosek al-Faludża i Iraq al-Manshija.
16 października 1948 izraelskie oddziały w trakcie „operacji Jo’aw” rozpoczęły ataki na egipskie pozycje położone w tym rejonie. W wyniku tej operacji, do 22 października około 4 tys. egipskich żołnierzy zostało otoczonych w tzw. „worku Faluja”. 28 grudnia 1948 izraelskie oddziały wykonały kolejny oskrzydlający manewr, zacieśniając pętlę okrążenia.
Zawarte 24 lutego 1949 izraelsko-egipskie zawieszenie broni umożliwiło Egipcjanom wycofanie swoich wojsk z okrążenia, natomiast obszar „worka Faluja” miał przejść pod kontrolę izraelską. 26 lutego egipska brygada swobodnie wycofała się w kierunku półwyspu Synaj, a 1 marca obie wioski zostały zajęte przez Izraelczyków. Doszło wówczas do naruszenia warunków zawieszenia broni, ponieważ izraelscy żołnierze zaczęli zmuszać arabską ludność cywilną do opuszczenia wiosek. Obserwator ONZ Ralph Bunche raportował, że zastraszanie cywilów obejmowało przypadki pobicia, kradzieże i usiłowania dokonania gwałtu. Z tego powodu wszyscy mieszkańcy do 22 kwietnia opuścili swoje wioski, a 27 kwietnia Izraelczycy przystąpili do wyburzania domów.
Współczesny moszaw został założony w 1956. Początkowo nazywał się Sede Jeszajahu, jednak nazwę zmieniono na obecną, oddając cześć baronowi Maurice’owi de Hirschowi (w hebr. jego imię to Mosze), który wspierał żydowskie osadnictwo w Palestynie.

## Kultura i sport
W moszawie jest ośrodek kultury, boisko do piłki nożnej oraz basen kąpielowy.

## Gospodarka
Gospodarka moszawu opiera się na intensywnym rolnictwie, winnicach, uprawach w szklarniach i hodowli drobiu.

## Komunikacja
Na wschód od moszawu przebiega autostrada nr 6, brak jednak możliwości bezpośredniego wjazdu na nią. Z moszawu wyjeżdża się na południowy wschód na drogę ekspresową nr 35  (Aszkelon–Hebron).